# Métal Hurlant Chronicles
Métal Hurlant Chronicles é uma série de antologia de ficção-científica, fantasia e aventura franco-belga falado em língua inglesa produzido por Justine Veillot e Guillaume Lubrano, baseada na popular revista de  antologia francesa Métal hurlant, conhecida nos Estados Unidos como Heavy Metal e na Alemanha como Schwermetall. Cada episódio é uma história independente que acontece em um planeta diferente, com um elenco diferente, e os episódios são unidos apenas pela ideia de que um asteroide, o "Métal Hurlant", passa pelo planeta em questão durante os eventos da história. A premissa do programa teve origem em Guillaume Lubrano, que montou um piloto autofinanciado para lançar o programa, que foi transmitido como o terceiro episódio da série. Lubrano e Justine Veillot produzem o show através de sua empresa WE Productions. Foi filmado em grande parte em Bucareste, Romênia.
A série estreou na televisão francesa em 27 de outubro de 2012 na França 4. Os direitos de transmissão para vários países europeus como Alemanha, Áustria e Luxemburgo foram comprados pela Sony Pictures Television.

## Transmissão
| Temporada | Temporada | Episódios | Transmissão Original | Transmissão Original |
| Temporada | Temporada | Episódios | Estréia              | Encerramento         |
| --------- | --------- | --------- | -------------------- | -------------------- |
|           | 1         | 6         | 27 outubro de 2012   | 3 novembro 2012      |
|           | 2         | 6         | 4 janeiro de 2014    | 12 maio 2014         |

## Lista de Episódios
Todos os episódios foram dirigidos por Guillaume Lubrano.
| Episódio # | Temporada # | Título                                                           | Roteiro                                           | Transmissão           | Prod. code | Audiência | Share |
| --- | ----------- | ---------------------------------------------------------------- | ------------------------------------------------- | --------------------- | ---------- | --------- | ----- |
| 1 | 1           | "King's Crown" "La Couronne du Roi"                              | Guillaume Lubrano & Justine Veillot               | 27 de outubro de 2012 | —          | 347,000   | 2.2%  |
| Elenco: Scott Adkins, Michael Jai White, Darren Shahlavi & Matt Mullins Baseado em "King's Crown" por Jim Alexander & Richard Corben de Métal Hurlant №142, and (Vol.2) No. 10, e (hardcover) No. 2 |             |                                                                  |                                                   |                       |            |           |       |
| 2 | 1           | "Shelter Me" "Protège-Moi"                                       | Guillaume Lubrano, Justine Veillot & Dan Wickline | 27 de outubro de 2012 | —          | 250,000   | 1.9%  |
| Elenco: James Marsters & Michelle Ryan Baseado em: "Shelter Me" de Dan Wickline & Mark Vigouroux em Métal Hurlant №142, e (Vol.2) No. 9, e (hardcover) No. 1 |             |                                                                  |                                                   |                       |            |           |       |
| 3 | 1           | "Red Light / Cold Hard Facts" "Lumière Rouge / Réalité Glaçante" | Guillaume Lubrano & Justine Veillot               | 27 de outubro de 2012 | 101        | 250,000   | 2.2%  |
| Elenco: Guy Amram, David Belle, Jean-Yves Berteloot, Cyrille Diabaté, Patrice Delmont & Jean-Michel Martial Baseado em: "Red Light" de Geoff Johns & Christian Gossett e "Cold Hard Facts" de R.A. Jones & Matt Cossin em Métal Hurlant №141, e (Vol.2) No. 2 ("Red Light"), and (Vol.2) No. 8 ("Cold Hard Facts"), and (hardcover) No. 1 (both) |             |                                                                  |                                                   |                       |            |           |       |
| 4 | 1           | "Three on a Match" "Oxygène"                                     | Guillaume Lubrano & Justine Veillot               | 3 de novembro de 2012 | —          | N/A       | N/A   |
| Elenco: Craig Fairbrass, Dominique Pinon, Eriq Ebouaney, Nathan Rippy & Andy Chase Baseado em: "3 on a Match" de R.A. Jones & Ryan Sook em Métal Hurlant №139, e (hardcover) No. 1 |             |                                                                  |                                                   |                       |            |           |       |
| 5 | 1           | "Master of Destiny" "Les Maîtres du Destin"                      | Guillaume Lubrano & Justine Veillot               | 3 de novembro de 2012 | —          | N/A       | N/A   |
| Elenco: Joe Flanigan, Kelly Brook & Charlie Dupont Baseado em: "Les Maîtres du Destin" by Alejandro Jodorowsky & Adi Granov from Métal Hurlant №143, e (Vol.2) No. 10 (como "Masters of Destiny") |             |                                                                  |                                                   |                       |            |           |       |
| 6 | 1           | "Pledge of Anya" "Le Serment d'Anya"                             | Guillaume Lubrano & Justine Veillot               | 3 de novembro de 2012 | —          | N/A       | N/A   |
| Elenco: Rutger Hauer, Grégory Basso, Puiu Mitea, Ion Bechet & Gabriel Velicu Baseado em: "Le Serment d’Anya" de Julien Blondel & Jérôme Opena em Métal Hurlant №146. |             |                                                                  |                                                   |                       |            |           |       |
| Episódio # | Temporada # | Título                                                           | Roteiro                                           | Transmissão           | Prod. code | Audiência | Share |
| 1 | 2           | "Whiskey in the Jar" "Whisky"                                    | Guillaume Lubrano & Justine Veillot               | 21 de Abril de 2014   | —          | N/A       | N/A   |
| Elenco: Michael Biehn, James Marsters, Dan Cade & Florin Stancu Baseado em "Whisky in the Jar" de Jim Alexander & Gérald Parel em Metal Hurlant (Vol.2) No. 14, and (hardcover) No. 2 |             |                                                                  |                                                   |                       |            |           |       |
| 2 | 2           | "The Endomorphe" "L'Endomorphe"                                  | —                                                 | 19 de Abril de 2014   | —          | N/A       | N/A   |
| Elenco: Michelle Lee & Silvio Simac Baseado em: "Endomorphe" de Stéphane Levallois em Metal Hurlant (Vol.2) No. 14, e (hardcover) No. 1 |             |                                                                  |                                                   |                       |            |           |       |
| 3 | 2           | "Loyal Khondor" "Le Dernier Khondor"                             | Guillaume Lubrano                                 | 5 de Maio de 2014     | —          | N/A       | N/A   |
| Elenco: Karl E. Landler, Marem Hassler, Scott Adkins, John Rhys-Davies, Marc Duret & Kamel Laadaili Baseado em: "The Loyal Khondor" de Alejandro Jodorowsky, Pascal Alixe, e Dan Brown em Metal Hurlant (Vol.2) No. 4. |             |                                                                  |                                                   |                       |            |           |       |
| 4 | 2           | "Second Chance" "Seconde chance"                                 | Guillaume Lubrano                                 | 28 de Abril de 2014   | —          | N/A       | N/A   |
| Elenco: Scott Adkins & Karl E. Landler Baseado em: "Second Chances" de James MacDonald, Jorge Pereira Lucas, e Dan Brown em Metal Hurlant (Vol.2) No. 5, e (hardcover) No. 1 |             |                                                                  |                                                   |                       |            |           |       |
| 5 | 2           | "Second Son" "Le Second fils"                                    | —                                                 | 5 de Maio de 2014     | —          | N/A       | N/A   |
| Elenco: Karl E. Landler, Frédérique Bel & Dominique Pinon Baseado em: "The Second Son" de Brian Robertson & Fred Beltran em Metal Hurlant (Vol.2) No. 13, e (hardcover) No. 1 |             |                                                                  |                                                   |                       |            |           |       |
| 6 | 2           | "Back to Reality" "Retour à la réalité"                          | Guillaume Lubrano                                 | 12 de Maio de 2014    | —          | N/A       | N/A   |
| Elenco: Jimmy Jean-Louis, Dominique Pinon, Lygie Duvivier, Guy Amram, Grégory Basso & Aurore Tomé Baseado em: "Reality Check" de Jim MacDonald & Francis Tsai em Métal Hurlant (hardcover) No. 1 |             |                                                                  |                                                   |                       |            |           |       |

## Ligações Externas
- Site oficial (em francês)
- Métal Hurlant Chronicles. no IMDb.